# Bill Cosby: Himself
Bill Cosby: Himself es una película de comedia stand-up de 1983 protagonizada por Bill Cosby. Filmada ante una audiencia en vivo en Hamilton Place, en Hamilton, Ontario alrededor de 1982, Cosby ofrece a la audiencia sus puntos de vista que van desde el matrimonio hasta la paternidad. La película también muestra el estilo conversacional de comedia de pie de Cosby. Durante la mayor parte de la actuación, Cosby está sentado en el centro del escenario y solo se levanta para enfatizar una broma.
Muchos del comedic las rutinas presentaron en la película era precursoras  a Cosby  la mayoría de popular sitcom, El Cosby Espectáculo. Un álbum del mismo nombre era también liberado en Motown Registros. La película era bien considerada por comedians y críticos, con algunos tan llamándolo "el más grandes se mantiene en pie película de concierto nunca."

## Temas
Casi toda la rutina de Cosby se refiere a las pruebas y tribulaciones de la crianza de los hijos, frecuentemente ilustradas con anécdotas que involucran a su propia familia. De vez en cuando, los compara con historias de su infancia. Otros temas incluyen abuelos, ir al dentista (en cuyo monólogo usa su patrón de habla "Mushmouth" para imitar a un paciente dental anestesiado con Novocaína) y personas que beben demasiado o consumen drogas.

## Producción
Escrita, dirigida y producida por Bill Cosby, Himself es una película de comedia en vivo. Se hizo a partir de los aspectos más destacados de cuatro espectáculos en el Centro de Artes Escénicas de Hamilton Place, Ontario, en mayo de 1981.

## Recepción
En Rotten Tomatoes, el especial tiene un índice de aprobación del 80% según las reseñas de 6 críticos.
Vincent Canby de The New York Times lo llamó un "paseo discreto y ocasionalmente divertido por la vida de la estrella". Canby criticó "una cierta monotonía en pantalla", pero lo atribuye a que se trata de una actuación en directo grabada en lugar de real y de "la interferencia de la tecnología del cine".
Bill Cassel de All Music Guide revisó la grabación del álbum del programa, argumentó que la versión de solo audio hizo que "su dominio total de su arte se enfocara más claramente" y escribió que era "un comediante profesional en la cima de su carrera, jugando con estructura, sincronización y tono, manteniendo a su audiencia con absoluta confianza". Cassel sí señaló que "los tiempos han cambiado" y también que, en retrospectiva, la trágica muerte del hijo de Cosby, Ennis, cambia el tono de algunos momentos.
En 2004, el crítico David Nusair le dio 2 de 4. Dijo que era "demasiado largo" y encontró que muchas de las anécdotas no eran interesantes. Nusair encontró que la comedia física de Cosby era una distracción innecesaria, de su excelente narración. Concluye que el programa "probablemente lo disfrutarán mejor aquellos que ya son fanáticos del estilo de comedia único de Cosby, ya que la película no siempre es accesible para los recién llegados".
Rob Gonsalves de eFilmCritic.com revisó el programa en 2015 y le dio 3 de 5, pero criticó a Cosby por su estilo crítico "Cosby pasa demasiado tiempo emitiendo juicios, como si la comedia ya no fuera lo suficientemente buena; él también tiene que decirnos una cosa o dos". Señala que en ese momento la reputación de Cosby había sido irrevocablemente dañada, pero "enfréntalo, él siempre fue un idiota". Josiah Hesse de Vulture.com revisó la película en 2015 con la intención de tratar de apreciar el trabajo en sus propios términos, pero a pesar de llamarlo "uno de los mejores especiales de todos los tiempos" y "el núcleo del standup moderno" encontró imposible separar el trabajo del hombre y apreciarlo objetivamente.

## Premios
Rolling Stone lo colocó en el puesto número 7 en su lista de los 25 mejores especiales de stand-up.

## Ventas domésticas
La película también tuvo un éxito en el video casero, y en 1989 ya había vendido 350,000 unidades y era el número uno en ventas según la revista especializada Home Video Publisher. Tenía un precio de 19,99 dólares en comparación con el rango de precios de 30-40 dólares de las cintas de video en los años anteriores, cuando los lanzamientos de videos caseros para comedia eran menos comunes.